# Кантони Швајцарске
Кантони (фр. Cantons, итал. Cantoni) су конституенти, федералне јединице швајцарске федерације. Има их укупно 26, с тим што су три кантона подељена на полукантоне, и тако је релевантан број за избор у Веће кантона 23. Разлике међу кантонима су велике, не само у погледу етничког састава становништва и доминантног језика у употреби већ и по величини територије и броја становника. Тако кантон Базел-град има свега 37 km², а највећи кантон Граубинден 7.105 km². Слична несразмера је и у погледу броја становника. Тако кантон Цирих има 1.228.000 становника, а полукантон кантон Апенцел Инероден свега 15.000. Без обзира на то, кантони су једнаки и сви имају свој устав, законодавну, судску и извршну власт. Знаменита специфичност два мала кантона у Швајцарској (Апенцел Инероден и Гларус) су и Landsgemeinde - зборови свих пунолетних грађана (налик античким полисима) на којима се доносе одлуке о кантоналном законодавству и о избору представника за Веће кантона. 
Овлашћења кантона одређена су са једне стране негативно према Уставу, а с друге стране ограничена су аутономијом конститутивних општина кантона. Сваки кантон за себе одређује степен самоуправе општина. С друге стране, сви послови који нису изричито дати федералној власти су у надлежности кантона. Поновимо још једном да се у Уставу изузетно често јавља принцип преклапања и сарадње федералне и кантоналних власти. Од области које су номинално потпуно у надлежности кантона (мада се и ту јавља могућност помоћи федерације) најбитније су основно и средње образовање, култура, регулисање локалних црквених питања, урбанизам, језик кантона, заштита културног и историјског наслеђа, старање о одређеним социјалним категоријама и локални порези.
|    | Кантони           | Главни град | На немачком | На немачком |
| -- | ----------------- | ----------- | ----------- | ----------- |
| AR | Апенцел Аусероден | Херисау     |             |             |
| AI | Апенцел Инероден  | Апенцел     |             |             |
| AG | Аргау             | Арау        |             |             |
| BS | Базел-град        | Базел       |             |             |
| BL | Базел-провинција  | Лизтал      |             |             |
| BE | Берн              | Берн        |             |             |
| VS | Вале              | Сион        |             |             |
| VD | Во                | Лозана      |             |             |
| GL | Гларус            | Гларус      |             |             |
| GR | Граубинден        | Хур         |             |             |
| GE | Женева            | Женева      |             |             |
| SO | Золотурн          | Золотурн    |             |             |
| JU | Јура              | Делемон     |             |             |
| LU | Луцерн            | Луцерн      |             |             |
| NE | Нешател           | Нешател     |             |             |
| NW | Нидвалден         | Штанс       |             |             |
| OW | Обвалден          | Сарнен      |             |             |
| SG | Сент Гален        | Сент Гален  |             |             |
| TI | Тичино            | Белинцона   |             |             |
| TG | Тургау            | Фрауенфелд  |             |             |
| UR | Ури               | Алтдорф     |             |             |
| FR | Фрибур            | Фрибур      |             |             |
| ZH | Цирих             | Цирих       |             |             |
| ZG | Цуг               | Цуг         |             |             |
| SH | Шафхаузен         | Шафхаузен   |             |             |
| SZ | Швиц              | Швиц        |             |             |